# Exterritorial - Oltre il confine
Exterritorial - Oltre il confine (Exterritoril) è un film del 2025 diretto da Christian Zübert.

## Trama
Sara, ex soldatessa, lotta per ritrovare il figlio scomparso in un consolato americano, dove cerca di dimostrare la rete di inganni di cui è stata vittima.

## Distribuzione
Il film è stato distribuito in streaming sulla piattaforma Netflix il 30 aprile 2025.